# 17 de julio
El 17 de julio es el 198.º (centésimo nonagésimo octavo) día del año en el calendario gregoriano y el 199.º en los años bisiestos. Quedan 167 días para finalizar el año.

## Acontecimientos
- 180: veinte habitantes de Escilio (Scillium, una ciudad no identificada en el norte de África), son ejecutados por su condición de cristianos.
- 1048: en Roma, Dámaso II es elegido papa.
- 1099: en el actual Estado de Israel —en el marco de la Primera Cruzada— tercer día de masacre contra la población musulmana en Jerusalén (conquistada dos días antes por los europeos).
- 1203: la Cuarta cruzada captura Constantinopla. El emperador bizantino Alejo III Ángelo abandona la capital para exiliarse.
- 1242 o 1243: en España, Orihuela es reconquistada por las tropas castellanas al mando del rey Alfonso X el Sabio.
- 1402: Zhu Di, conocido comúnmente como Yongle, asume el trono de la Dinastía Ming.
- 1429: Carlos VII de Francia es coronado como rey de Francia en la Catedral de Reims después de la exitosa campaña de Juana de Arco en la guerra de los Cien Años.
- 1453: Batalla de Castillon, última batalla de la guerra de los Cien Años, en la que las tropas francesas bajo el mando de Jean Bureau derrotan las tropas del conde de Shrewsbury, que muere tras la batalla en Gascuña.
- 1512: en España, las tropas castellanas al mando de Fadrique Álvarez de Toledo y Enríquez, inician la invasión del Reino de Navarra.
- 1520: 59 km al noreste de la ciudad de México, el conquistador español Hernán Cortés con sus aliados tlaxcaltecas derrotan a los aztecas en la batalla de Otumba.
- 1762: en Rusia, Catalina II se convierte en zarina tras el asesinato de Pedro III.
- 1771: en las Cataratas Sangrientas, 15 km antes de la desembocadura del río Coppermine en el mar Ártico (en Canadá), el jefe chipewyan Matonabbee, que viajaba como guía del explorador británico Samuel Hearne (1745‑1792) en su reconocimiento de Canadá, masacra a un grupo de la etnia inuit.
- 1789: el rey Luis XVI visita París y acepta la bandera tricolor.
- 1791: miembros de la Guardia Nacional bajo el mando del marqués de La Fayette abren fuego sobre una multitud radical jacobina en el Campo de Marte de París durante la Revolución francesa, matando 50 personas.
- 1793: en Francia, Charlotte Corday es guillotinada por matar a Jean-Paul Marat en el baño.
- 1817: en Venezuela, Segunda Batalla de Angostura guerra de Independencia de Venezuela.
- 1821: el Reino de España cede el territorio de la Florida a Estados Unidos.,
- 1823: en Perú, el jefe militar supremo Antonio José de Sucre entrega la presidencia a José Bernardo de Tagle.
- 1861: se promulgó la ley de suspensión de pagos de 1861 de México
- 1899: llega a Buenos Aires (Argentina) el biólogo alemán Christofredo Jakob. En el laboratorio especialmente construido creará la Escuela Neurobiológica Argentino-Germana donde formará a más de 4000 investigadores. Desde 1982 se conmemora como Día del Investigador Neurocientífico en ese país (Resol. 7/1982 del Centro de Investigaciones Neurobiológicas, Ministerio de Salud).[1]
- 1906: en Filipinas, el presidente Macario Sacay y de León es capturado por tropas estadounidenses.
- 1917: el rey Jorge V proclama la ley por la cual la línea descendiente de la familia Real británica llevará el apellido Windsor.
- 1918: en Ekaterimburgo (Rusia), el zar Nicolás II y su familia son ejecutados por orden del Partido Bolchevique.
- 1918: el RMS Carpathia, el barco que rescató 705 supervivientes del Titanic, es hundido en Irlanda por un submarino alemán, matando a cinco personas.
- 1928: el general Álvaro Obregón contrarrevolucionario mexicano, es asesinado mientras asistía a una comida que festejaba su reelección a la presidencia de la república.
- 1936: en España se inicia una sublevación militar dirigida contra el gobierno de la Segunda República. Al fracasar comienza la guerra civil española.
- 1942: en España se promulga la Ley Constitutiva de las Cortes.
- 1944: en Coutances, cerca de Saint-Lô (Francia) ―en el marco de la Segunda Guerra Mundial―, pilotos estadounidenses lanzan por primera vez bombas de napalm desde un avión P‑38 sobre unos depósitos de gasolina.
- 1945: en Japón ―en el marco de la Segunda Guerra Mundial (1939-1945)―, el ejército estadounidense realiza el bombardeo aéreo más grande a la ciudad de Numazu, en Japón.
- 1945: los líderes aliados Winston Churchill, Harry S. Truman y Iósif Stalin, se encuentran en la ciudad de Potsdam para decidir el futuro de la derrotada Alemania.
- 1948: en Argentina, el piloto Edmundo Osvaldo Weiss realiza el primer vuelo del prototipo I.Ae. 30 Ñancú (‘águila pequeña’ en lengua mapuche), cazabombardero nocturno diseñado por el ingeniero Césare Pallavicino y construido en el Instituto de Investigaciones Aeronáuticas y Espaciales.
- 1948: en Corea del Sur se promulga la Constitución.
- 1955: en Anaheim (California) se inaugura Disneyland.
- 1958: en el atolón Enewetak (islas Marshall, en medio del océano Pacífico), Estados Unidos detona su bomba atómica Pisonia, de 255 kilotones.
- 1966: en Japón se emite por primera vez la aclamada serie de televisión Ultraman creado por Eiji Tsuburaya, sería el comienzo de una de las más grandes franquicias de superhéroes a nivel mundial.
- 1968: revolución en Irak cuando Abd ar-Rahman Arif es derrocado por el Partido Baaz para instalar en el gobierno Ahmed Hassan al-Bakr.
- 1975: un Apolo estadounidense se acopla a una cápsula soviética Soyuz convirtiéndose en la primera unión de naves espaciales de las dos naciones. Se puso fin a la carrera espacial.
- 1976: Timor Oriental es anexionada como 27.ª provincia de Indonesia.
- 1976: se inauguran los Juegos Olímpicos de Montreal donde 25 naciones africanas boicotean al equipo de Nueva Zelanda.
- 1979: en Nicaragua ―en el marco de la Revolución sandinista―, el presidente Anastasio Somoza Debayle huye del país hacia Miami (Estados Unidos).
- 1980: en Japón, Zenkō Suzuki es nombrado primer ministro.
- 1980: en Bolivia, el general Luis García Meza Tejada lidera uno de los más sangrientos golpes de Estado de la historia de ese país.[2]
- 1989: primer vuelo del bombardero B-2 Spirit.
- 1991: en algún lugar de Europa se lanza el satélite europeo de observación terrestre ERS.
- 1992: en Bratislava (Checoslovaquia, actual Eslovaquia), en el marco de la disolución de Checoslovaquia, el Consejo Nacional Eslovaco aprueba la Declaración de Independencia de la República Eslovaca.
- 1993: en el Estadio Monumental de Núñez (Buenos Aires), la banda estadounidense Guns N' Roses, se presenta por última vez con la formación semiclásica (conformada por Duff McKagan, Slash, Axl Rose, Gilby Clarke y Matt Sorum), ante 70 000 espectadores.
- 1994: en el estadio Rose Bowl de Pasadena (Estados Unidos), Brasil se corona por cuarta vez campeón del mundo de fútbol al vencer a Italia en la definición por penales.
- 1996: el Vuelo 800 de TWA que cubría la ruta Nueva York-Roma desde el Aeropuerto Internacional John F. Kennedy hasta el Aeropuerto Internacional Leonardo Da Vinci se destroza en medio de Océano Atlántico dejando 230 muertos.
- 1998: en Italia, se firma el Estatuto de Roma que establece la Corte Penal Internacional.
- 2002: en la Isla de Perejil, soldados españoles desalojan a soldados marroquíes que seis días antes habían ocupado la isla. (Operación Romeo-Sierra).
- 2005: en el retén de Cogolludo (España), en el trágico incendio de la Riba de Saelices fallecen 11 miembros del retén.
- 2006: otro terremoto de 7.9 grados sacude la isla de Java, Indonesia, provoca un tsunami que mata a más de 1000 personas
- 2007: en el aeropuerto de Congonhas (São Paulo, Brasil), el Vuelo 3054 de TAM Linhas Aéreas procedente de Porto Alegre derrapa al aterrizar y choca con un depósito de combustible, dejando un saldo de 200 muertos.
- 2008: en Argentina, la votación por una polémica ley de retenciones termina en empate 36 a 36 en la Cámara de Senadores. Julio Cobos (vicepresidente de la Nación) vota en contra del Gobierno al que representa.[3]
- 2008: en España, asume como director técnico de dicha selección Vicente del Bosque, quien en Sudáfrica 2010 saldrá campeón mundial.
- 2014: el vuelo MH17 de Malaysia Airlines es derribado por un misil en el este de Ucrania, dejando un saldo de 298 víctimas mortales.
- 2015: en el Gran Premio de Japón el piloto Jules Bianchi sufre un accidente, por el cual quedará en coma y nueve meses más tarde fallecerá.
- 2023: en la ciudad de Buenos Aires (Argentina), en una jornada histórica la policía comenzó a utilizar las pistolas táser luego de diversos conflictos políticos.

## Nacimientos
- 1474: Ismail I, rey iraní (f. 1524).
- 1499: María Salviati, noble italiana (f. 1543).
- 1512: Sibila de Cléveris, noble alemana (f. 1554).
- 1561: Jacopo Corsi, compositor italiano (f. 1602).
- 1584: Inés de Brandeburgo, noble alemana (f. 1629).
- 1674: Isaac Watts, compositor y teólogo inglés (f. 1748).
- 1676: César Chesneau Dumarsais, gramático y filósofo francés (f. 1756).
- 1698: Pierre Louis Maupertuis, matemático francés (f. 1759).
- 1714: Alexander Gottlieb Baumgarten, filósofo alemán (f. 1762).
- 1744: Elbridge Gerry, político y vicepresidente estadounidense (f. 1814).
- 1763: John Jacob Astor, comerciante estadounidense de origen alemán (f. 1848).
- 1766: José Joaquín Camacho Lago, político y periodista colombiano (f. 1866).
- 1770: José Canga Argüelles, político español (f. 1843).
- 1792: Justo Briceño Otálora, militar venezolano (f. 1868).
- 1797: Hippolyte Delaroche, pintor francés (f. 1856).
- 1825: Álvaro Dávila, aristócrata español (f. 1825).
- 1826: Frederick Augustus Abel, químico británico (f. 1902).
- 1831: Xianfeng emperador chino (f. 1861).
- 1837: B. Lewis Rice, arqueólogo y lingüista indobritánico (f. 1927).
- 1840: Édouard-François André, arquitecto paisajista y botánico francés (f. 1911).
- 1843: Julio Argentino Roca, militar argentino, presidente de Argentina entre 1880-1886 y 1898-1904 (f. 1914).
- 1845: Ragna Nielsen, educadora y política noruega (f. 1924).
- 1846: Casto Plasencia y Maestro, pintor español (f. 1890).
- 1853: Alexius Meinong, filósofo ucraniano-austríaco (f. 1920).
- 1860: Otto Lummer, físico alemán (f. 1925).
- 1871: Lyonel Feininger, pintor e ilustrador germano-estadounidense (f. 1956).
- 1873: Federico Moyúa Salazar, político español (f. 1939).
- 1876: Luis Cabrera Lobato, abogado y político mexicano (f. 1954).
- 1876: Maksim Litvínov, político y diplomático soviético (f. 1951).
- 1877: Hermann Jadlowker, tenor israelí de origen letón (f. 1953).
- 1878: José María Plans, físico y matemático español (f. 1934).
- 1883: Mauritz Stiller, cineasta sueco (f. 1928).
- 1888: Shmuel Yosef Agnon, escritor ucraniano-israelí (f. 1970).
- 1888: Milán Füst, escritor húngaro (f. 1967).
- 1889: Erle Stanley Gardner, jurista y abogado estadounidense (f. 1970).
- 1894: Georges Lemaître, astrofísico belga (f. 1966).
- 1898: Berenice Abbott, fotógrafo estadounidense (f. 1991).

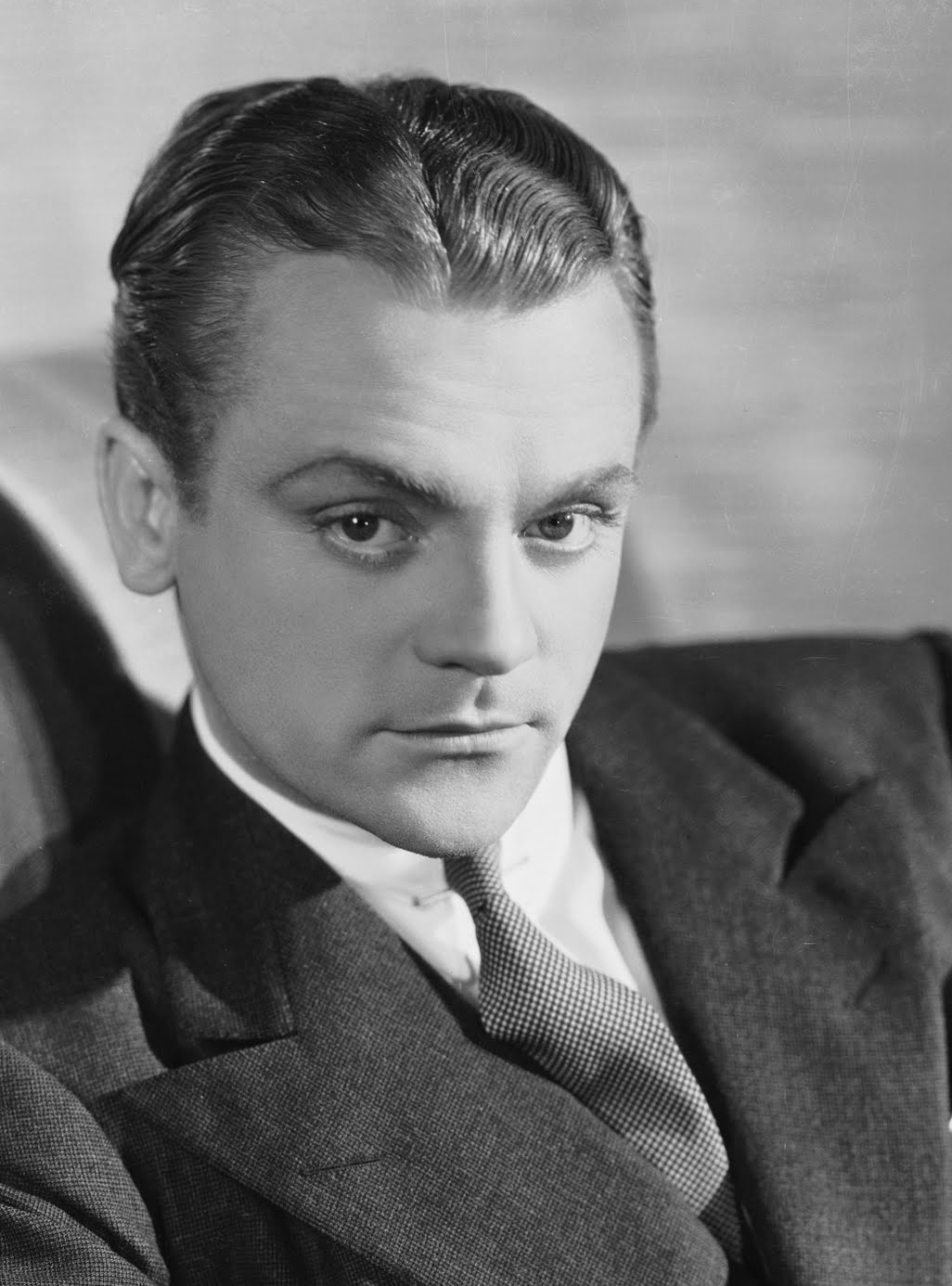
James Cagney.

- 1899: James Cagney, actor estadounidense (f. 1986).
- 1900: Marcel Dalio, actor francés (f. 1983).
- 1901: Bruno Jasieński, poeta polaco (f. 1938).
- 1901: Luigi Chinetti, piloto de automovilismo estadounidense (f. 1994).
- 1902: Christina Stead, escritora australiana (f. 1983).
- 1905: Jacinto Quincoces, futbolista español (f. 1997).
- 1906: John Carroll, actor estadounidense (f. 1979).
- 1910: Frank Olson, biólogo estadounidense (f. 1953).
- 1913: Roger Garaudy, filósofo y escritor francés (f. 2012).
- 1914: Eleanor Steber, soprano estadounidense (f. 1990).
- 1915: Oberdán Salustro, industrial ítalo-argentino (f. 1972).
- 1917: Phyllis Diller, actriz estadounidense (f. 2012).
- 1917: Kenan Evren, general y político turco, 7.º presidente de su país (f. 2015).
- 1917: Generoso Jiménez, trombonista cubano (f. 2007).
- 1917: Isang Yun, compositor coreano (f. 1995).
- 1918: Carlos Manuel Arana Osorio, político guatemalteco, presidente de su país (f. 2003).
- 1919: Alberto Barajas Celis, matemático y físico mexicano (f. 2004).
- 1920: Gordon Gould, físico estadounidense, inventor del láser (f. 2005).
- 1920: Juan Antonio Samaranch, empresario y político español (f. 2010).
- 1921: Pío Corcuera, futbolista argentino (f. 2011).
- 1921: Louis Lachenal, alpinista francés (f. 1955).
- 1922: Donald Davie, poeta y crítico literario británico (f. 1995).
- 1923: John Cooper, piloto de automovilismo británico (f. 2000).
- 1925: Carla Boni, cantante italiana (f. 2009).
- 1925: Carlos París, profesor de filosofía y escritor español (f. 2014).
- 1925: Jimmy Scott, cantante estadounidense (f. 2014).
- 1926: Edouard Carpentier, luchador canadiense (f. 2010).
- 1927: Juan Miguel Lope Blanch, filólogo español (f. 2002).
- 1928: Joe Morello, baterista estadounidense de jazz, de la banda The Dave Brubeck Quartet (f. 2011).
- 1932: Johnny Kerr, jugador y entrenador de baloncesto estadounidense (f. 2009).
- 1932: Wojciech Kilar, compositor polaco (f. 2013).

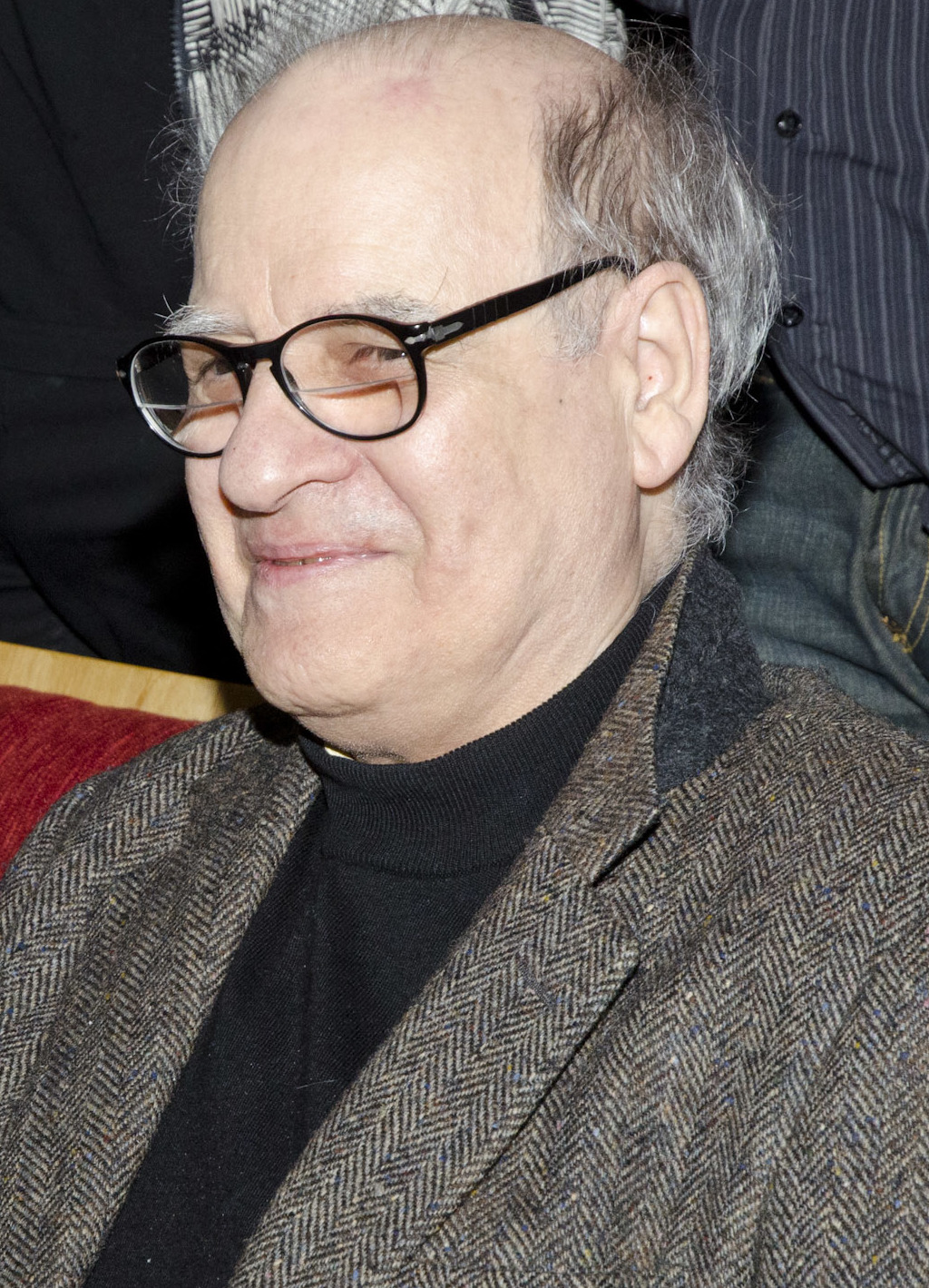
Quino.

- 1932: Quino, historietista y humorista argentino, creador de Mafalda (f. 2020).
- 1933: Karmenu Mifsud Bonnici, político maltés.
- 1935: Diahann Carroll, actriz estadounidense (f. 2019).
- 1935: Peter Schickele, compositor y educador musical estadounidense (f. 2024).
- 1935: Donald Sutherland, actor canadiense (f. 2024).
- 1938: Franz Alt, periodista y teólogo alemán.
- 1938: Hermann Huppen, escritor e ilustrador belga.
- 1938: Juan Bernal Ponce, arquitecto y artista chileno-costarricense (f. 2006).
- 1939: Milva (María Ilva Biolcati), cantante y actriz italiana (f. 2021).
- 1939: Spencer Davis, guitarrista británico, de la banda Spencer Davis Group (f. 2020).
- 1939: Ali Khamenei, político iraní, 2.ª líder supremo de Irán.
- 1940: Francisco Toledo, pintor mexicano (f. 2019).
- 1942: Connie Hawkins, jugador y entrenador de baloncesto estadounidense (f. 2017).
- 1943: LaVyrle Spencer, escritor estadounidense.
- 1944: Jean-Claude Brisseau, cineasta francés (f. 2019).
- 1944: Carlos Alberto Torres, futbolista brasileño (f. 2016).
- 1945: Alejandro, príncipe yugoslavo.
- 1947: Camila, reina consorte del Reino Unido y segunda esposa del rey Carlos III.
- 1947: Wolfgang Flür, músico alemán, de la banda Kraftwerk.
- 1949: Geezer Butler, músico y compositor británico, de la banda Black Sabbath.
- 1950: Derek de Lint, actor alemán.
- 1950: Phoebe Snow, guitarrista estadounidense, de la banda Sisters of Glory (f. 2011).
- 1950: P. J. Soles, actriz germano-estadounidense.

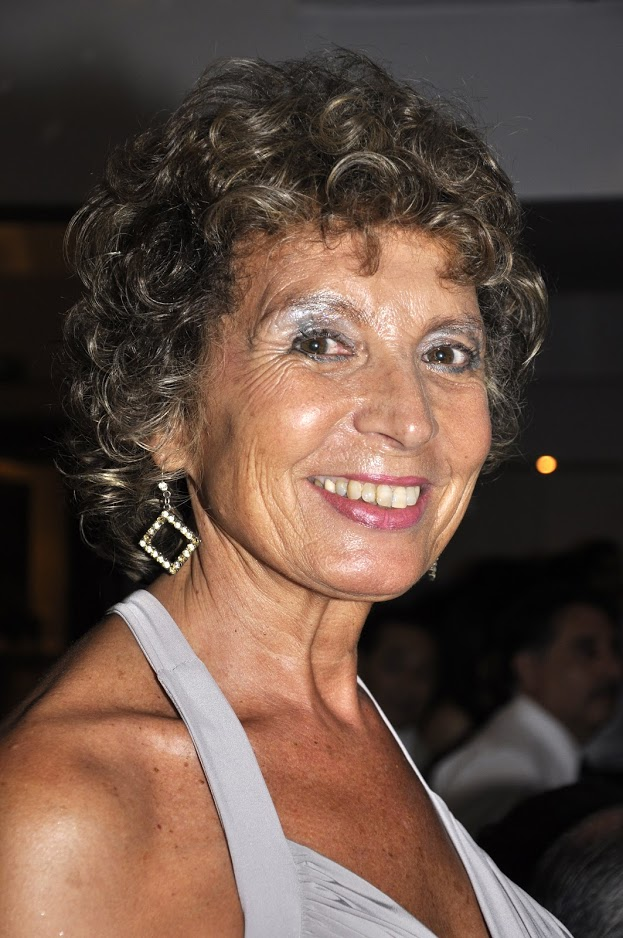
Irene Bianchi.

- 1951: Irene Bianchi, periodista, crítica teatral, actriz y traductora argentina.
- 1952: Alcides, cantante argentino.
- 1952: Carmen Balagué, actriz española.

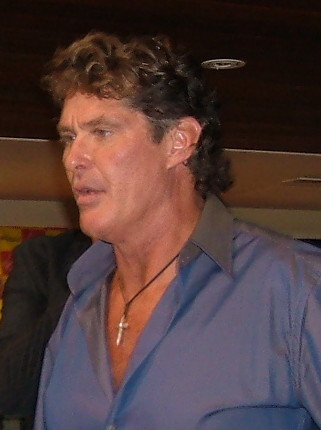
David Hasselhoff.

- 1952: David Hasselhoff, actor y cantante estadounidense.
- 1952: Nicolette Larson, cantante estadounidense (f. 1997).
- 1952: Robert R. McCammon, escritor estadounidense.

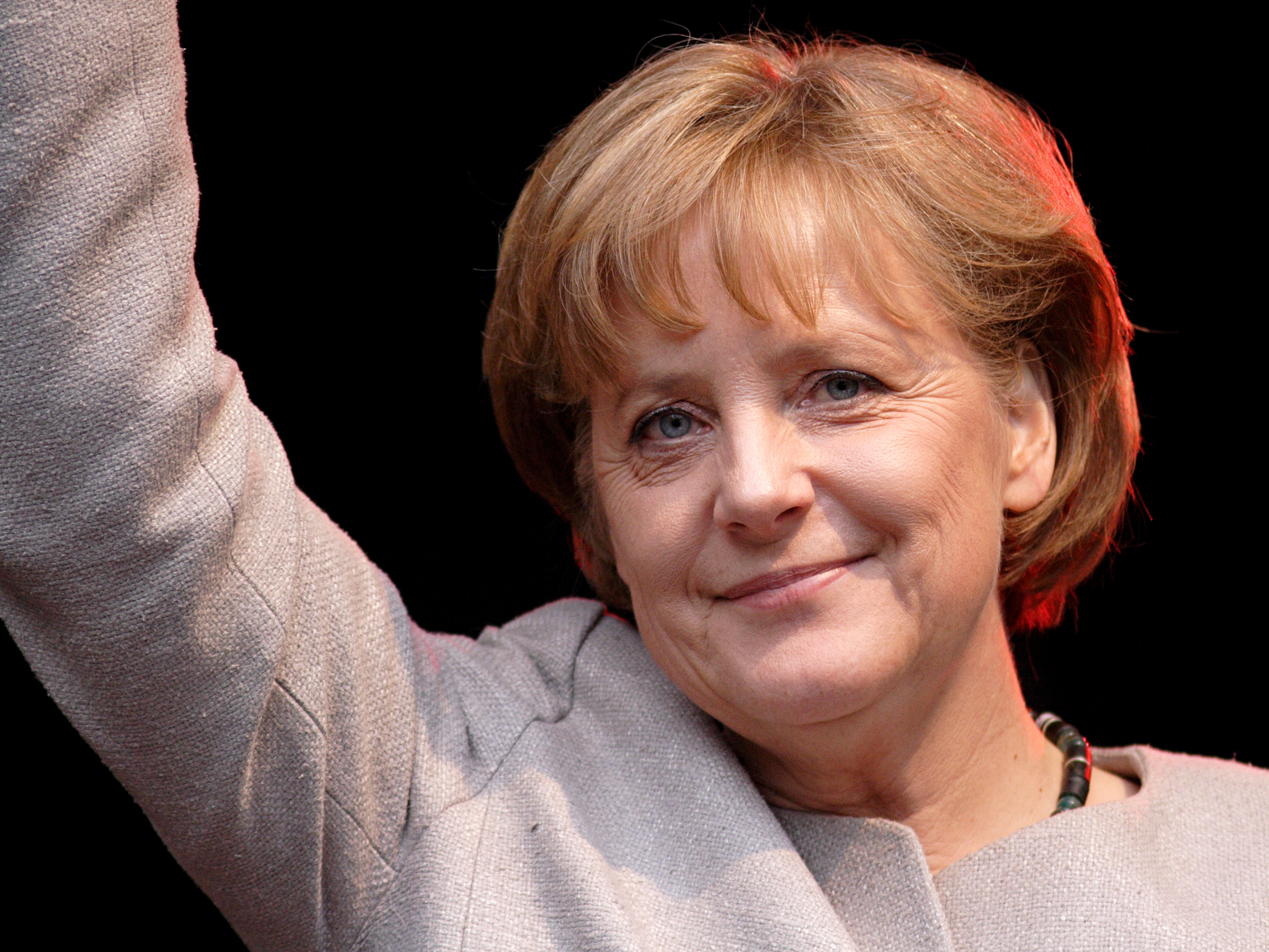
Angela Merkel

- 1954: Angela Merkel, política y Canciller de Alemania entre 2005 y 2021.
- 1954: J. Michael Straczynski, escritor estadounidense.
- 1955: Paul Stamets, micólogo estadounidense.
- 1956: Julie Bishop, poilítica australiana.
- 1957: Julián Infante, guitarrista español, de la banda Los Rodríguez (f. 2000).
- 1958: Wong Kar-wai cineasta hongkonés.

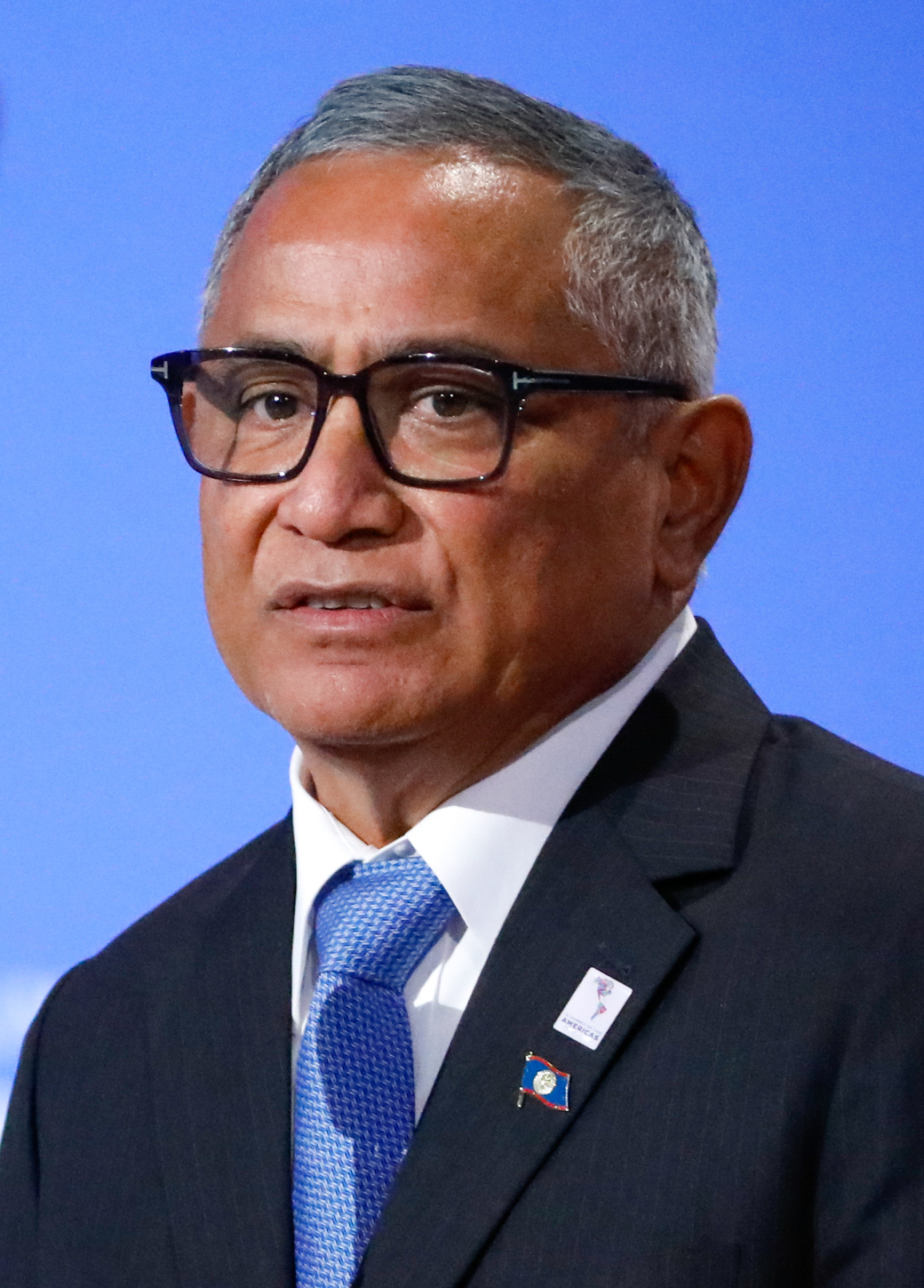
Johnny Briceño

- 1960: Francisco "Pancho" Serra, cantante argentino de cumbia, líder de la banda Pancho y La Sonora Colorada (f. 2022).
- 1960: Robin Shou, actor hongkonés.
- 1960: Dawn Upshaw, soprano estadounidense.
- 1960: Jan Wouters, futbolista y mánager neerlandés.
- 1960: Johnny Briceño, político beliceño, primer ministro de Belice desde 2020.
- 1961: Guru, rapero y actor estadounidense (f. 2010).
- 1961: Jeremy Hardy, comediante británico (f. 2019).
- 1961: Jonathan Potts, actor canadiense.
- 1962: Lokman Slim, activista y político libanés (f. 2021).
- 1963: Suha Arafat, política palestina.
- 1963: Regina Belle, cantantautora estadounidense.
- 1963: Letsie III, rey lesotés.
- 1963: John Ventimiglia, actor estadounidense.
- 1964: Andy Abraham, cantante británico.
- 1964: Heather Langenkamp, actriz, productora y directora estadounidense.

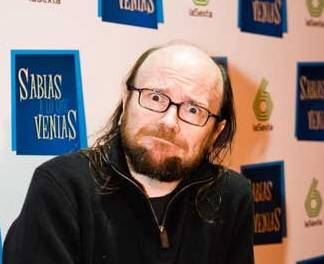
Santiago Segura.

- 1965: Santiago Segura, actor, guionista, director y productor español.

Nemesio Oseguera Cervantes

- 1966: Lou Barlow, músico estadounidense, de las bandas Dinosaur Jr. y Sebadoh.
- 1966: Nemesio Oseguera Cervantes, narcotraficante mexicano.
- 1968: Beth Littleford, actriz estadounidense.
- 1968: Andre Royo, actor estadounidense.
- 1968: Bitty Schram, actriz estadounidense.
- 1969: Jaan Kirsipuu, ciclista estonio.
- 1971: F. Gary Gray, cineasta estadounidense.
- 1971: Joan Frank Charansonnet, actor, guionista y cineasta español.
- 1971: Calbert Cheaney, baloncestista estadounidense.
- 1971: Cory Doctorow, escritor canadiense.
- 1971: Nico Mattan, ciclista belga.
- 1972: Donny Marshall, baloncestista estadounidense.
- 1972: Jason Rullo, baterista estadounidense, de la banda Symphony X.
- 1972: Jaap Stam, futbolista neerlandés.
- 1972: Eric Williams, baloncestista estadounidense.
- 1974: Claudio "Piojo" López, futbolista argentino.
- 1974: Andy Whitfield, actor galés (f. 2011).

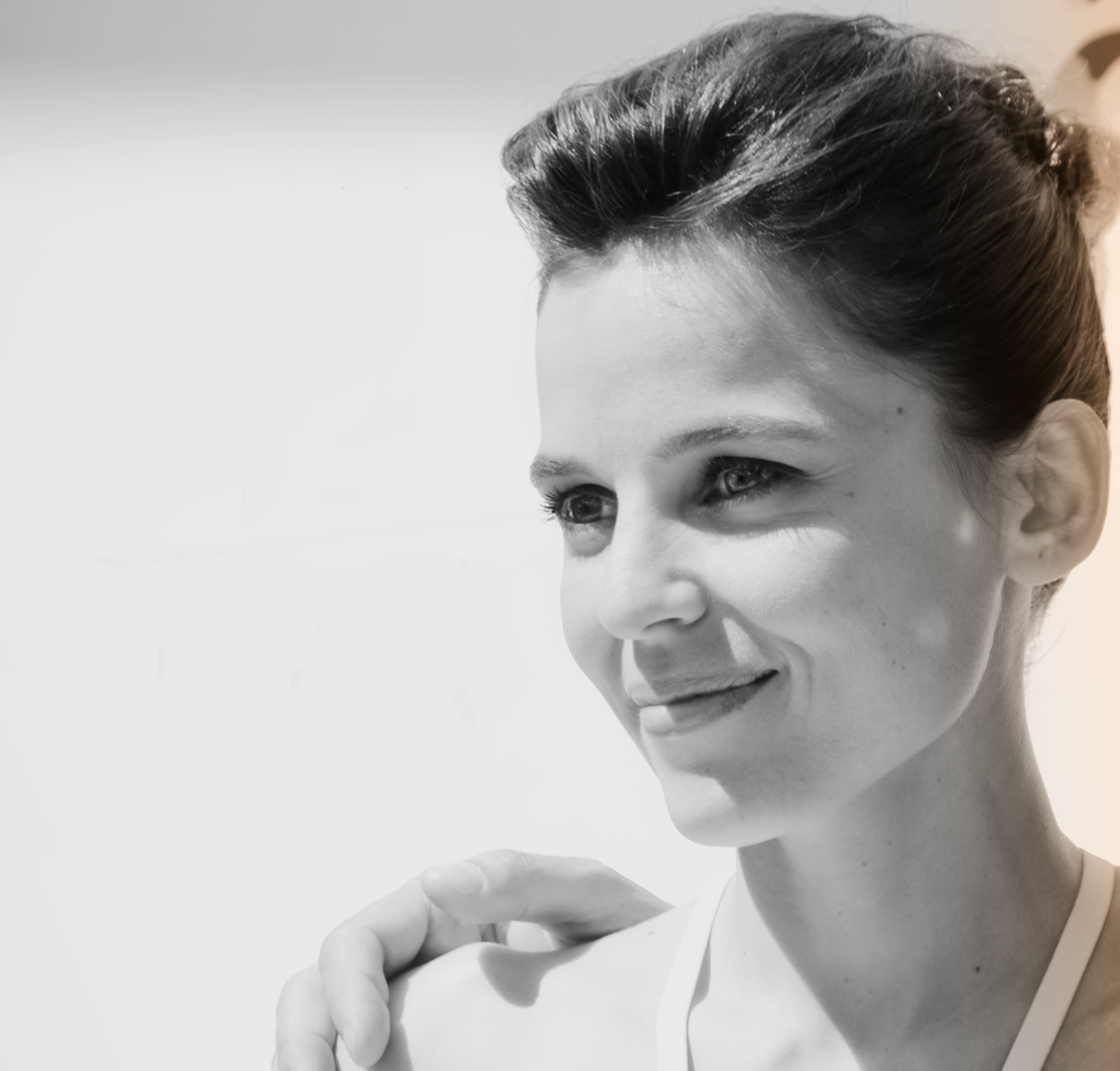
Elena Anaya.

- 1975: Elena Anaya, actriz española.
- 1975: Robert Andrzejuk, esgrimista polaco.
- 1975: Darude, DJ y productor finés.
- 1975: Cécile de France, actriz belga.
- 1975: Carey Hart, motociclista estadounidense.
- 1975: Terence Tao, matemático chino-australiano.
- 1976: Luke Bryan, cantante y guitarrista estadounidense.
- 1976: Matthew Holmes, actor australiano.
- 1976: Marcos Senna, futbolista hispano-brasileño.
- 1976: Anders Svensson, futbolista sueco.
- 1976: Eric Winter, actor estadounidense.
- 1976: Nicola Sartori, remero italiano.
- 1976: Dagmara Domińczyk, actriz polaca.
- 1977: Leif Hoste, ciclista belga.
- 1977: Tiffany Taylor, modelo estadounidense.
- 1978: Ricardo Arona, artista marcial brasileño.
- 1978: Panda Bear, músico estadounidense, de las bandas Animal Collective y Jane.
- 1978: Mike Knox, luchador estadounidense.
- 1978: Émilie Simon, cantante francés.
- 1979: Mike Vogel, actor estadounidense.
- 1979: Rudolf Skácel, futbolista checo.
- 1979: Fred Hale, futbolista salomonense.
- 1980: Javier Camuñas, futbolista español.
- 1980: José Sand, futbolista argentino.
- 1980: Masato Yoshino, luchador japonés.
- 1981: Daniel Pérez Moreno, futbolista español.
- 1981: Michelle Barrett, actriz pornográfica y modelo erótica británica.
- 1982: Travis Browne, luchador estadounidense de artes marciales mixtas.
- 1983: Ryan Guettler, motociclista australiano.
- 1983: Christian Grindheim, futbolista noruego.
- 1983: Joker Xue, cantautor y productor discográfico chino.
- 1983: Marcos Chino Maidana, boxeador argentino, campeón mundial superligero y wélter.
- 1983: Marco Né, futbolista marfileño.
- 1984: Sotiris Leontiou, futbolista griego.
- 1984: Alberto Serrán Polo, futbolista español.
- 1985: Miguel Britos, futbolista uruguayo.
- 1985: Tom Fletcher, vocalista, compositor, guitarrista y pianista, de la banda McFly.
- 1985: Henning Hauger, futbolista noruego.
- 1986: Brando Eaton, actor estadounidense.
- 1986: Lacey Von Erich, luchador estadounidense.
- 1986: Juan Ángel Albín, futbolista uruguayo.
- 1987: Daniel Brands, tenista alemán.
- 1987: Tigran Hamasyan, pianista de jazz armenio.
- 1987: Ivan Strinić, futbolista croata.
- 1987: José Ramón Rodríguez Gómez, futbolista español.
- 1987: Jan Charouz, piloto de automovlismo checo.
- 1987: Takuya Haneda, piragüista japonés.
- 1987: Edwig Cammaerts, ciclista belga.
- 1988: Daniel Brosinski, futbolista alemán.
- 1988: Guillermo Firpo, futbolista uruguayo.
- 1990: Klæmint Olsen, futbolista feroés.
- 1990: David Haro Iniesta, futbolista español.
- 1990: Heinz Lindner, futbolista austriaco.
- 1990: Jop van der Linden, futbolista neerlandés.
- 1991: Danny Mwanga, futbolista congoleño.
- 1991: Richie Towell, futbolista irlandés.
- 1992: Bartosz Bereszyński, futbolista polaco.
- 1992: Igor Bubnjić, futbolista croata.
- 1992: Sayed Dhiya Saeed, futbolista bareiní.
- 1993: Daniel Nefa, piloto de automovilismo argentino.
- 1993: Christiano François, futbolista haitiano.
- 1993: Jaime Gómez Valencia, futbolista mexicano.
- 1993: Kike Boula, futbolista ecuatoguineano.
- 1994: Aldjon Pashaj, futbolista albanés.
- 1994: Kali Uchis, cantante y compositora colombiana-estadounidense.
- 1994: Jesús Tamayo Tapia, futbolista español.
- 1994: Victor Lindelöf, futbolista sueco.
- 1994: Diamantis Chouchoumis, futbolista griego.
- 1994: Benjamin Mendy, futbolista franco-senegalés.
- 1994: Lucas Guzmán, taekwondista argentino.
- 1995: Stian Rode Gregersen, futbolista noruego.
- 1995: Ignacio Biosca, balonmanista español.
- 1995: Dani Iglesias, futbolista español.
- 1995: Caju, futbolista brasileño.
- 1995: Hayate Take, futbolista japonés.
- 1995: Romario Piggott, futbolista panameño.
- 1995: Henry Espinoza, futbolista costarricense.
- 1995: Raheem Edwards, futbolista canadiense.
- 1995: Joshua Okamoto, actor mexicano.
- 1996: Ulrik Jenssen, futbolista noruego.
- 1996: Jeffrey Wahlberg, actor estadounidense.
- 1996: Natascha Ausma, yudoca neerlandesa.
- 1996: Léo Duarte, futbolista brasileño.
- 1996: Grace Fulton, actriz y bailarina estadounidense.
- 1996: Katsuhiro Nakayama, futbolista japonés.
- 1997: Amadou Diawara, futbolista guineo-italiano.
- 1997: Deniz Almas, atleta alemán.
- 1997: Abdoul Guiebre, futbolista burkinés.
- 1997: Ana Paula Rojas, futbolista boliviana.
- 1998: Felipe Juan Froilán de Marichalar y Borbón, primer nieto de Juan Carlos I y Sofía de Grecia.
- 1998: Clément Davy, ciclista francés.
- 1998: Alexander Gabler, yudoca alemán.
- 1998: Arilena Ara, cantante albanesa.
- 1998: João Victor, futbolista brasileño.

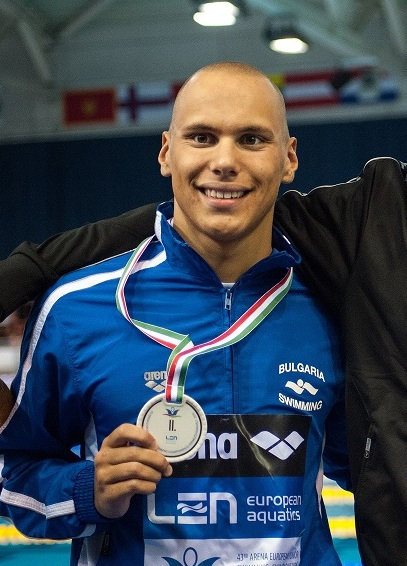
Antani Ivanov

- 1999: Antani Ivanov, nadador búlgaro.
- 1999: Joey Hauser, baloncestista estadounidense.
- 1999: Tomoya Fukumoto, futbolista japonés.
- 2000: Alejandro Pachón, futbolista español.
- 2000: Ivan Durdov, futbolista croata.
- 2000: Nico Liersch, actor alemán.
- 2000: Axana Gataulina, atleta rusa.
- 2000: Wataru Morishige, patinador de velocidad japonés.
- 2000: Ruth Ayodele, halterófila nigeriana.
- 2001: Lennert Van Eetvelt, ciclista belga.
- 2002: Gift Orban, futbolista nigeriano.
- 2002: Hanna Lundkvist, futbolista sueca.
- 2007: Charlie Shotwell, actor estadounidense.

## Fallecimientos
- 521: Enodio de Pavía, religioso y poeta galorromano, Padre de la Iglesia (n. 473).
- 656: Uthman Ibn Affan, tercer califa islámico (n. 579).
- 924: Eduardo el Viejo, rey inglés (n. 877).
- 1070: Balduino VI, aristócrata flamenco (n. 1030).
- 1085: Roberto Guiscardo, aristócrata normando de Apulia (n. 1015).
- 1399: Eduviges I, reina polaca (n. 1374).

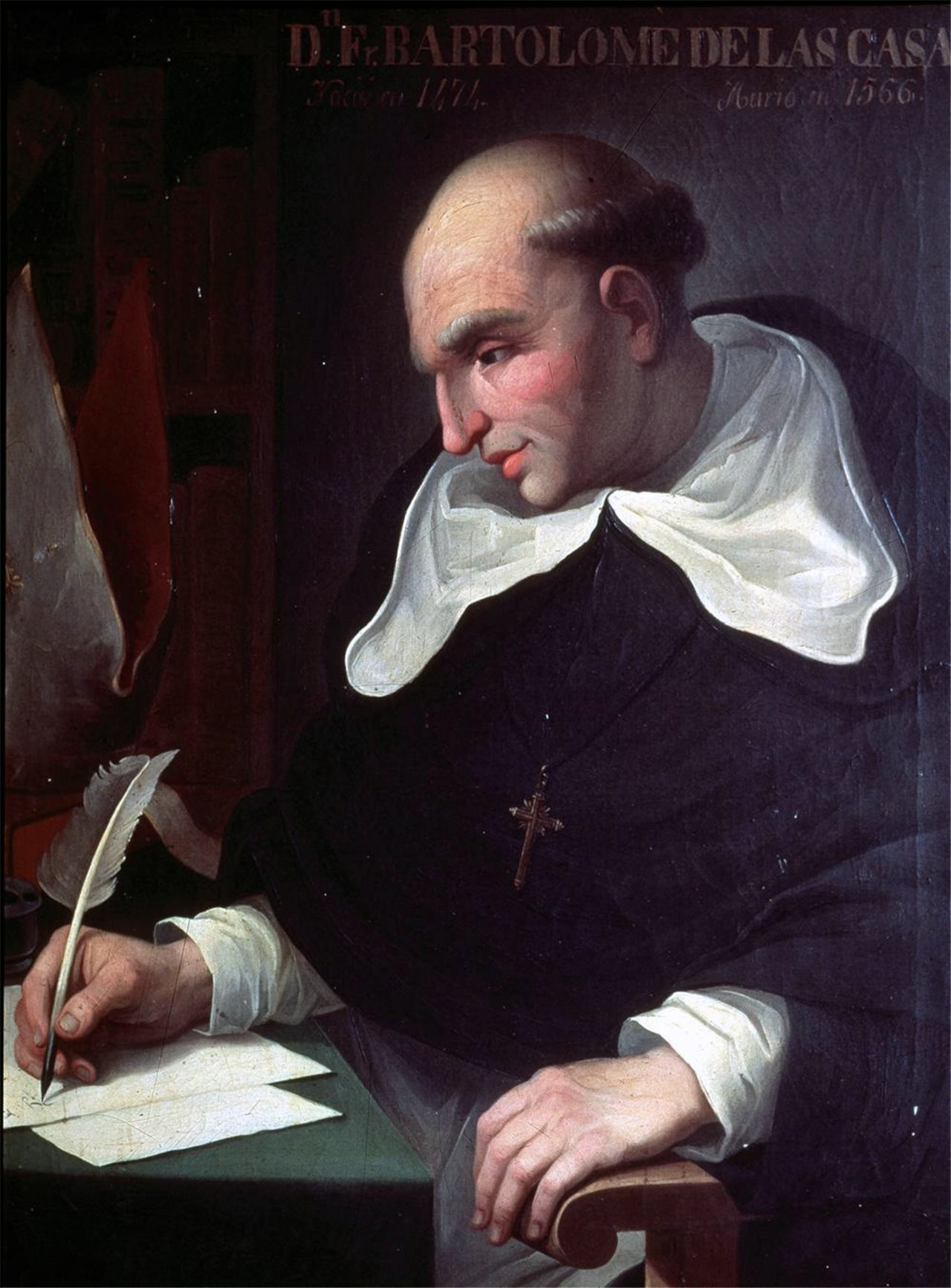
Bartolomé de las Casas.

- 1566: Bartolomé de las Casas, religioso dominico español (n. 1474 o 1484).
- 1588: Mimar Sinan, arquitecto e ingeniero otomano (n. 1489).

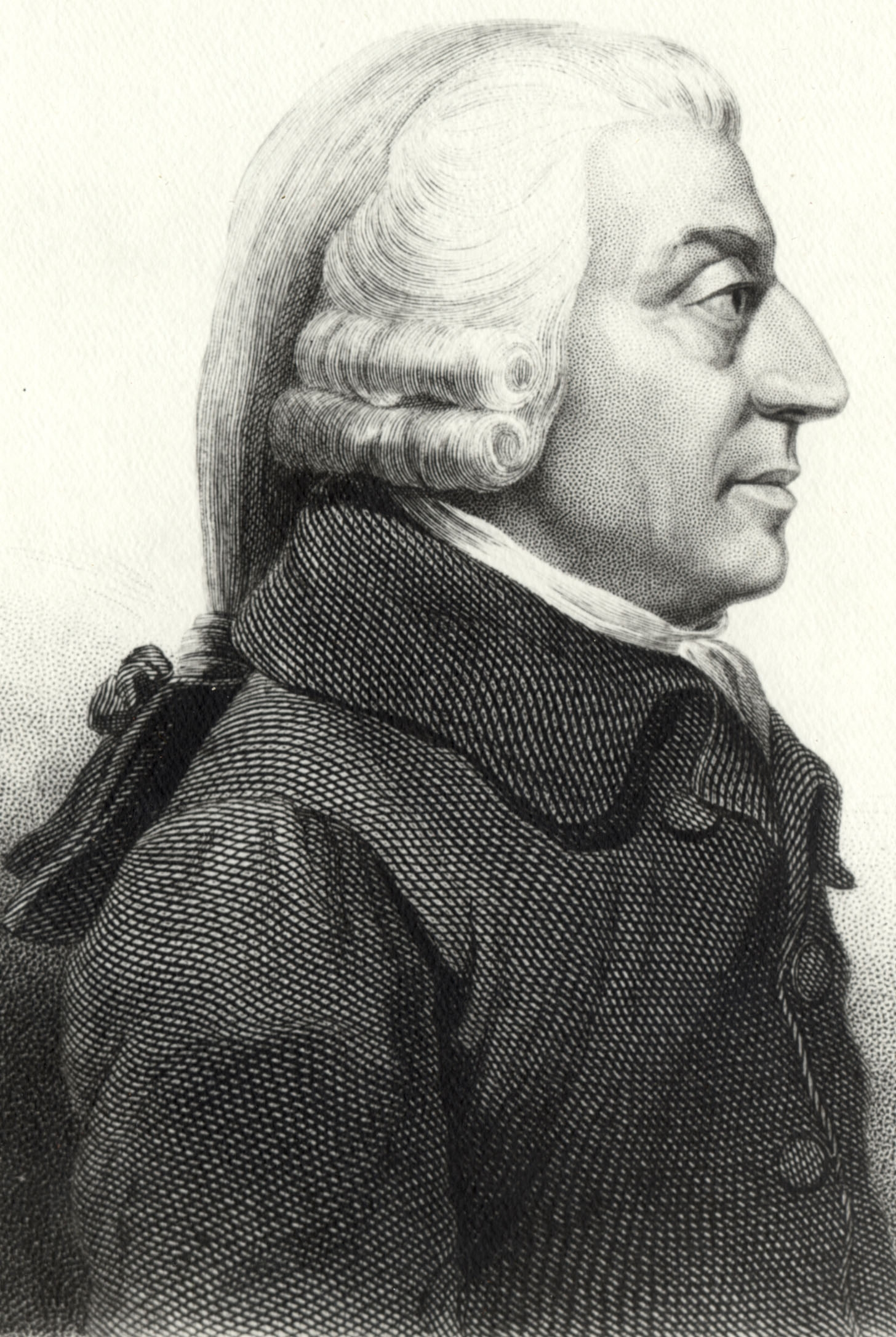
Adam Smith.

- 1790: Adam Smith, economista y filósofo británico (n. 1723).
- 1791: Martin Dobrizhoffer, misionero austríaco (n. 1717).
- 1793: Charlotte Corday, asesina francesa (n. 1768).
- 1821: Fulgencio Yegros, militar paraguayo (n. 1780).
- 1837: Juan Pedro Aguirre, militar y político argentino (n. 1781).
- 1845: Charles Grey, político británico (n. 1764).
- 1852: Salvatore Cammarano, poeta y libretista de ópera italiano (n. 1801).
- 1860: Salvador Sanfuentes, político y poeta chileno (n. 1817).
- 1879: Maurycy Gottlieb, pintor ucraniano (n. 1856).
- 1881: Jim Bridger, explorador estadounidense (n. 1804).
- 1887: Dorothea Dix, enfermera estadounidense (n. 1804).
- 1894: Leconte de Lisle, poeta francés (n. 1818).
- 1903: James McNeill Whistler, pintor estadounidense (n. 1834).
- 1906: Carlos Pellegrini, político argentino, presidente entre 1890 y 1892 (n. 1846).
- 1907: Hector Malot, escritor francés (n. 1830).
- 1911: Rufino José Cuervo, filólogo y humanista colombiano (n. 1844).
- 1912: Jules Henri Poincaré, matemático francés (n. 1854).

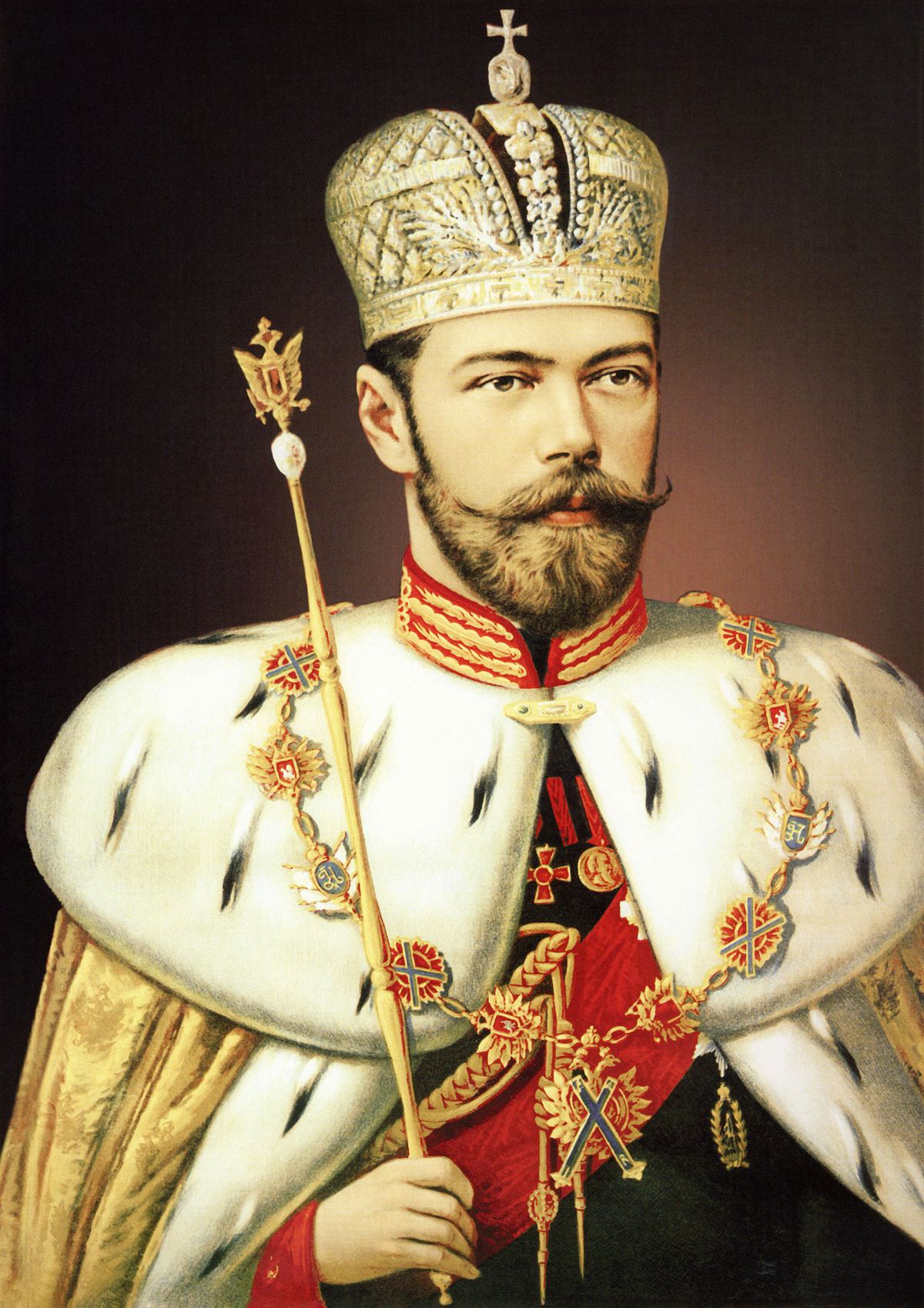
Nicolás II

- 1918: La última familia imperial rusa, compuesta por:
  - El emperador Nicolás II, zar ruso entre 1894 y 1917 (n. 1868).
  - La emperatriz Alejandra Románova (46).
  - La gran duquesa Olga (22)
  - La gran duquesa Tatiana (21)
  - La gran duquesa María (19)
  - La gran duquesa Anastasia (17)
  - El Zarévich Alekséi (13).
- 1921: Julio Benítez Benítez, militar español (n. 1878).
- 1925: Juan Bautista Castagnino, empresario y mecenas argentino (n. 1884).
- 1928: Giovanni Giolitti, político y primer ministro italiano (n. 1842).
- 1928: Álvaro Obregón, militar mexicano, presidente entre 1920 y 1924 (n. 1880).
- 1935: George William Russell, escritor, poeta y pintor irlandés (n. 1867).
- 1938: Robert Wiene, cineasta alemán (n. 1873).
- 1942: Daniel Alomía Robles, compositor y musicólgo peruano (n. 1871).
- 1944: William James Sidis, matemático estadounidense (n. 1898).
- 1945: Ernst Busch, mariscal alemán (n. 1885).
- 1946: Draža Mihailović, general yugoslavo (n. 1893).

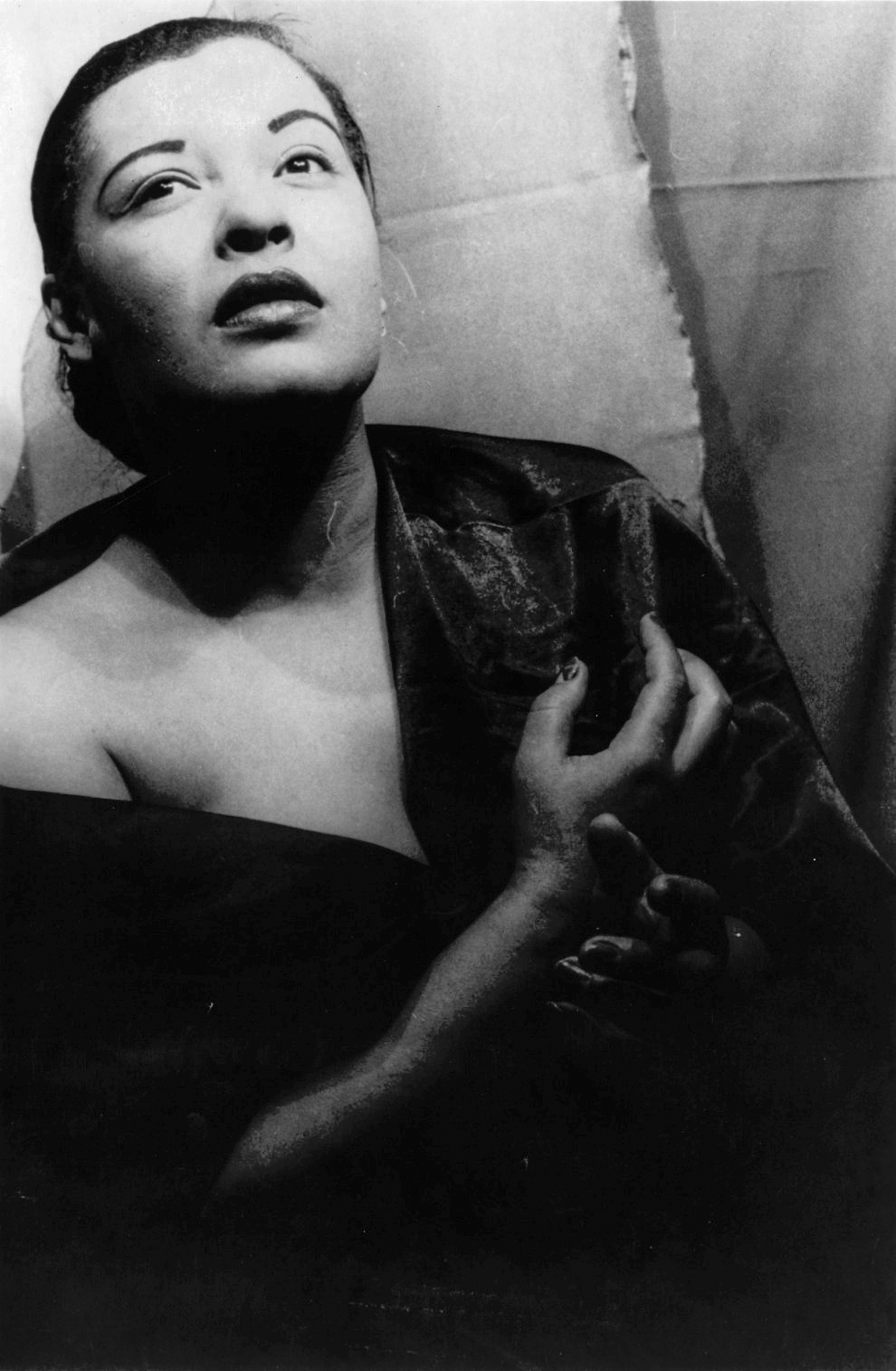
Billie Holiday.

- 1953: Maude Adams, actriz estadounidense (n. 1872).
- 1959: Billie Holiday, cantante estadounidense (n. 1915).
- 1961: Ty Cobb, beisbolista estadounidense (n. 1886).
- 1967: John Coltrane, saxofonista estadounidense de jazz (n. 1926).
- 1968: Sindo Garay (101), compositor, guitarrista y trovador cubano (n. 1867).
- 1970: Juano Hernández, actor puertorriqueño (f. 1896).
- 1974: Dizzy Dean, beisbolista estadounidense (n. 1910).
- 1975: Konstantin Gamsajurdia, escritor georgiano (n. 1893).
- 1976: Marcos Redondo, cantante lírico español (n. 1893).
- 1980: Don Red Barry, actor estadounidense; suicidio (n. 1912).
- 1984: Karl Wolff, oficial alemán de las SS (n. 1900).
- 1986: Luis de Castresana, escritor español (n. 1925).
- 1994: Jean Borotra, tenista francés (n. 1898).
- 1994: Sebastián Piana, compositor de tangos argentino (n. 1903).
- 1995: Juan Manuel Fangio, piloto argentino de Fórmula 1 (n. 1911).
- 1996: Chas Chandler, músico y productor estadounidense, de la banda The Animals (n. 1938).
- 1997: Hugo Gunckel Luer, botánico chileno (n. 1901).
- 2000: Zhao Lirong, actriz china (n. 1928).
- 2001: Katharine Graham, periodista estadounidense (n. 1917).
- 2001: Morris, historietista belga, creador de Lucky Luke (n. 1923).
- 2003: Rosalyn Tureck, pianista estadounidense (n. 1914).
- 2004: Pat Roach, luchador y actor británico (n. 1937).
- 2005: Laurel Aitken, músico jamaicano (n. 1927).

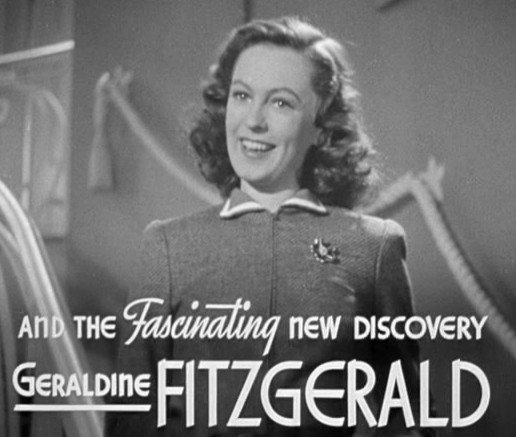
Geraldine Fitzgerald.

- 2005: Geraldine Fitzgerald, actriz irlandesa (n. 1913).
- 2005: Edward Heath, político británico (n. 1916).
- 2005: Joe Vialls, escritor australiano (n. 1944).
- 2006: Mickey Spillane, escritor estadounidense (n. 1918).
- 2007: Júlio Redecker, político brasileño (n. 1956).
- 2007: Rodrigo Uría Meruéndano, jurista español (n. 1941).
- 2009: Walter Cronkite, presentador de programas de radio y televisión (n. 1916).
- 2009: Ulalume González de León, poeta, traductora, ensayista y editora uruguayo-mexicana (n. 1932).
- 2009: Leszek Kołakowski, filósofo polaco (n. 1927).
- 2009: Micky Rospigliosi, comentarista deportivo de televisión y radio (n. 1965).
- 2009: Gordon Waller, cantante y guitarrista británico (n. 1945)
- 2011: Juan Arza, futbolista y entrenador español (n. 1923).
- 2011: Juan María Bordaberry, presidente y dictador uruguayo (n. 1928).
- 2011: Angélica López Gamio, actriz argentina (n. 1922).
- 2011: Salvador Rocha Díaz, abogado y político mexicano (n. 1937).
- 2011: Wilna Saavedra, política chilena (n. 1930).
- 2011: Mariano Vega, periodista y escritor español (n. 1941).
- 2011: Taiji Sawada, Músico japonés  (n. 1966).
- 2012: Enio Garrote, esperantista, traductor y escritor argentino (n. 1928).
- 2013: Briony McRoberts, actriz británica (n. 1957).

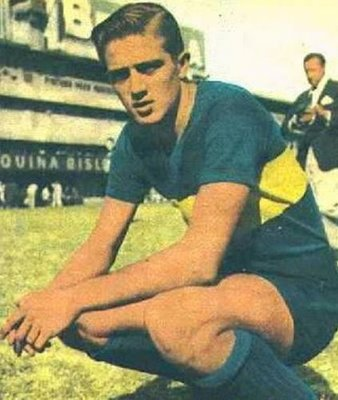
Silvio Marzolini

- 2014: Johnny Winter, guitarrista estadounidense de blues y de rock (n. 1944).
- 2014: Joep Lange, médico, infectologo, investigador neerlandés (n. 1954).
- 2015: Jules Bianchi, piloto francés de automovilismo (n. 1989).
- 2019: Andrea Camilleri, guionista, director de cine y novelista italiano (n. 1925).
- 2020: Silvio Marzolini exfutbolista y entrenador argentino (n. 1940).
- 2020: Jorge Schussheim, músico, letrista, escritor, librerista, actor, chacarero, cocinero, humorista, director de coro y publicitario argentino (n. 1940).
- 2020: Zizi Jeanmaire, bailarina francesa (n. 1924).
- 2021: Robby Steinhardt, violinista y cantante de rock estadounidense (n. 1950).
- 2021: Pilar Bardem, actriz española (n. 1939).
- 2023: João Donato, músico brasileño de jazz y bossa nova (n. 1934).

## Celebraciones

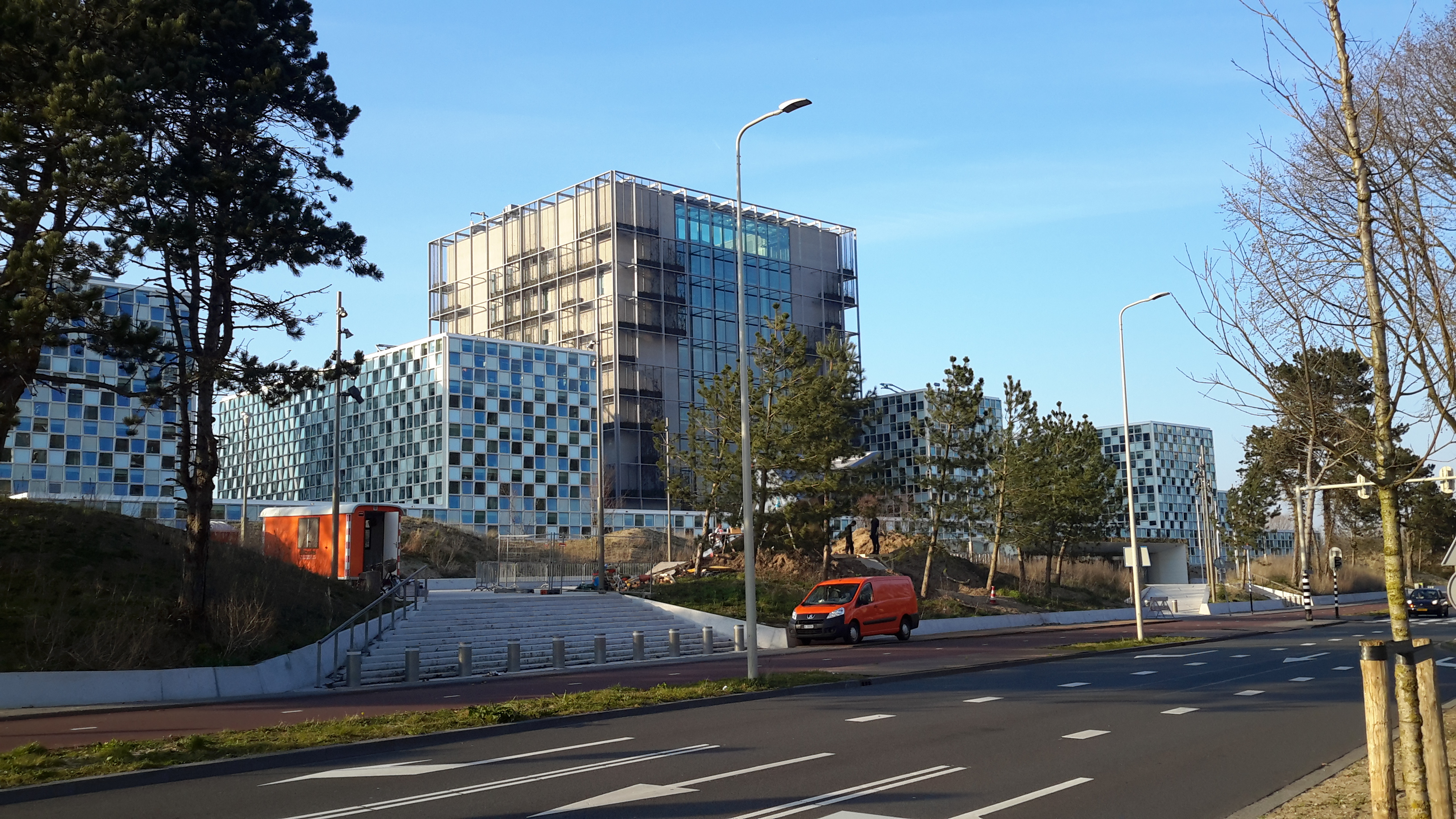
Día Mundial de la Justicia Internacional.
Sede de la Corte Penal Internacional, en La Haya, Países Bajos.

- Día Mundial de la Justicia Internacional.[4]
Este día tiene como objetivo aumentar la conciencia pública sobre la importancia de la justicia internacional y el papel de las instituciones judiciales internacionales en la garantía de la paz, la justicia y el respeto a los derechos humanos a nivel global. La fecha del 17 de julio fue elegida para conmemorar la entrada en vigor del Estatuto de Roma de la Corte Penal Internacional (CPI) en 2002. Este documento sentó las bases para la creación del primer tribunal internacional permanente, que juzga casos de los crímenes más graves, como genocidio, crímenes de lesa humanidad y crímenes de guerra.

Miscelánea
- Día Internacional del Tatuaje.[5]
Esta efeméride que se celebra cada 17 de julio surgió inicialmente en Estados Unidos, conocida como National Tattoo Day, aunque ya se extendió a todo el mundo.[6]

- Celebración no oficial: Día del Emoji.
(desde 2014).[5]
El primer emoji fue creado en 1999 y tiene su origen en Japón. Su diseño estuvo a cargo de Shigetaka Kurita para que fueran utilizados por la plataforma de internet móvil NTT DoCoMo. Kurita se inspiró en los íconos que usaban los reportes del clima para darle vida a un total de 180 emojis que representaban las expresiones más comunes de los japoneses. Actualmente, el set creado por Kurita es propiedad del Museo de Arte Moderno de Nueva York.
(en inglés: World Emoji Day).

- No oficial: Día de No Volar.
Existe la superstición que es un día fatídico para tomar un avión, debido a la gran cantidad de accidentes fatales ocurridos en esta fecha. Desde 1946 hasta 2014, han ocurridos 17 accidentes con 927 fallecidos.[7]

 Por países
(Por orden alfabético)
- Argentina: 
  - Día del Investigador Neurocientífico.[8]
Por disposición del Centro de Investigaciones Neurobiológicas del Ministerio de Salud el 17 de julio, día de la llegada de Christofredo Jakob al laboratorio recién construido en Buenos Aires, se conmemora como “Día del Investigador Neurocientífico” desde 1982.
(Resolución 7/1982 del Centro de Investigaciones Neurobiológicas, Ministerio de Salud).
  - Día del Automovilismo Deportivo.[5]
En homenaje al quíntuple campeón mundial de Fórmula 1, Juan Manuel Fangio, que falleció el 17 de julio de 1995.[9]

- Corea del Sur: 
  - Día de la Constitución.

- Eslovaquia: 
  - Día de la Independencia.

- España: 
  - Día del Defensor del Medio Ambiente.[10]
Se celebra cada 17 de julio, en conmemoración a los bomberos que perdieron la vida en el Incendio de Guadalajara de 2005. Esta fecha busca homenajear a quienes luchan por la protección del medio ambiente y concientizar sobre la importancia de su labor, a menudo peligrosa. 
    - Orihuela: 
      - Fiesta de la Reconquista.
(desde el año 1400).

- Estados Unidos:
  - Día de la Lotería.[11]
(en inglés: National Lottery Day).
  - Día del Helado de Durazno.[12]
(en inglés: National Peach Ice Cream Day).

- Lesoto: 
  - Cumpleaños del Rey: Letsie III de Lesoto.
(en inglés: King's Birthday).

- Nicaragua: 
  - Día de la Alegría Nacional (huida del dictador Anastasio Somoza Debayle, en 1979).

- Uruguay: 
  - Día Nacional del Árbitro de Fútbol.

- Venezuela: 
  - Día Nacional del Niño.

### Santoral católico

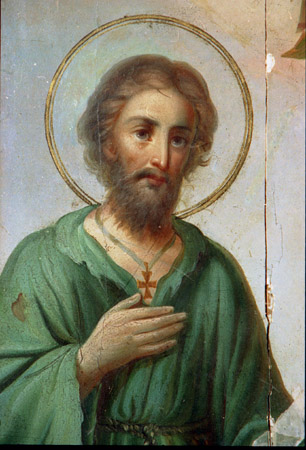
San Alejo de Roma.

Celebración del día: San Alejo (mendigo).(imagen ilustrativa).
- San Colmano de Irlanda.[13]
- Santa Eduvigis de Polonia.[13]
- San Ennodio.
- San Fredegando.[13]
- San Jacinto de Amastris.[13]
- San Kenelmo.[13]
- San León IV (papa), (s. IX).[13]
- Santa Marcelina de Milán.[13]
- San Pedro Liu Ziyu.[13]
- San Teodosio de Auxerre.[13]
- Santas Justa y Rufina.[5]
- Beato Pablo Gojdich.[13]
- Santa Teresa de San Agustín Lindoine y compañeras.[13]